# Крипенс, Арвид
А́рвид Кри́пенс (латыш. Arvīds Krīpens; 3 октября 1893, Стамериенская волость — 20 августа 1968, Сидней) — офицер латвийской армии и латышского легиона. Кавалер ордена Трёх звёзд и Железных крестов 1-й и 2-й степени. Штандартенфюрер войск СС.

## Биография
Родился 3 октября 1893 года[по какому календарю?] в Стамериенской волости в семье учителя. Окончил Институт инженеров путей сообщения императора Александра I и 26 апреля 1916 года был призван в Русскую императорскую армию; 20 декабря 1916 года окончил военную школу в Тбилиси, получив звание лейтенанта. Проходил службу в 242-м пехотном полку, затем в Ревельском 7-м пехотном полку. В декабре 1917 года демобилизовался.
С 14 декабря 1918 года на службе в регулярной латвийской армии. Участвовал в боях на юге Курземе. Поступил на службу в созданный 2-й Вентспилсский пехотный полк. С 30 сентября 1919 года — в составе Латгальского партизанского полка на Латгальском фронте; в марте 1922 года переведён в 6-й пехотный полк.
В 1922 году окончил Латвийскую военную школу. С сентября 1922 года по 1924 год был командиром пулемётной роты 12-го Бауского пехотного полка. С 1926 года лектор в Военной школе. С 1 декабря 1931 года был назначен командиром батальона 6-го Рижского пехотного полка, а 4 февраля 1934 года назначен начальником штаба Курземской дивизии.
В августе 1935 года повышен до полковника и назначен начальником Военной школы. Служил в этой должности до 1 сентября 1939 года; характеризовался как прекрасный преподаватель, внёс много новых традиций. Написал несколько книг, неоконченной осталась рукопись об истории Военной школы «Varoņu slava gaida mūs…».
С сентября 1939 по август 1940 года — командир 1-го Лиепайского пехотного полка; 14 сентября 1939 года был одним из латвийских военачальников, выступавших за мобилизацию против наступления Красной армии.
После нападения Германии на СССР Крипенс организовал национальную партизанскую группу «Smiltenes brīvprātīgie cīnītāji» («Смилтенские добровольные бойцы»); 16 июля 1941 года был назначен начальником собственной безопасности Даугавпилсского района. С установлением немецкой власти Крипенс был назначен 2-м помощником по персональным и внутренним вопросам генерального директора Оскара Данкера. Используя свой авторитет начальника Военной школы, через газету «Tēvija» агитировал военных вступать в полицейские батальоны. Командир 32-го полка 15-й гренадерской дивизия СС(3.5.1943—1944; 30.4—26.6.1944) Адъютантом был Вилис Хазнерс. С 28-30 ноября 1943 года на фронте, участвовал в боях за позиции в Новосокольниках, в Островских боях и в боях за Опочку. Затем служил в генеральном штабе Рудольфа Бангерского.
После капитуляции Германии вернулся к своим бойцам в бельгийский лагерь пленников Цеделгем. После запроса СССР о выдаче латвийских пленников, Крипенс 26 ноября 1945 года демонстративно совершил попытку суицида. Это событие вызвало резонанс, и пленники не были выданы советской стороне.
Участвовал в создании организации «Ястребы Даугавы».
Умер 20 августа 1968 года в Сиднее.